# معهد الحقوق الفلسطيني
معهد الحقوق الفلسطيني هو معهد حقوقي كان الأول والوحيد في فلسطين، أنشئ في القدس عام 1922 من القرن العشرين بُعيد بداية الانتداب البريطاني على فلسطين، واستمر حتى عام 1948 حيث أغلق بسبب النكبة الفلسطينية، وقد تخرج منه كبار الحقوقيين من الذين درسوا فيه.

## التاريخ
شاركت السلطات الانتدابية البريطانية في إنشاء كل من معهد الحقوق الفلسطيني في القدس، ومعهد الزراعة الفلسطيني (خضوري) في طولكرم. وقد كان هدفها من إنشاء معهد الحقوق الفلسطيني هو الإسراع في تخريج جيل جديد من الحقوقيين الذين يمكنهم التعامل مع القوانين البريطانية الحديثة؛ نظرًا لأن القوانين العثمانية المطبقة في فلسطين قد تغيرت لتتبع القانون البريطاني الذي بدأت بتطبيقه حكومة الانتداب.

## من مدرسيه
كان من أبرز أعضاء الهيئة التدريسية في المعهد:
- عبد اللطيف صلاح (1882-1960).[2]
- عادل زعيتر (1895-1957).
- عادل جبر (1885-1953).
- هنري قطان (1906-1992).[3]
- عمر الصالح البرغوثي (1894-1965).[4]

## من خريجي المعهد
تخرج عدد من كبار الحقوقيين من هذا المعهد كان من أبرزهم:
- أحمد الشقيري (1908-1980).
- كمال ناصر (1924-1973).
- خالد بعباع (1924-2017).
- عجاج نويهض (1897-1982).
- وليد صلاح (1916-2010).
- عدي البيطار (1924-1973).
- عبد الكريم الكرمي (1909-1980).
- عبد الله صلاح (1922-2007).[5]
- شكيب الجيوسي (1916-1985).[6]
- محمد عبد الرحمن خليفة (1919-2006).
- حاييم هرتصوغ (1918-1997)، وهو من الخريجين اليهود.[7]